# Österreichische Meisterschaften im Grasskilauf 2010

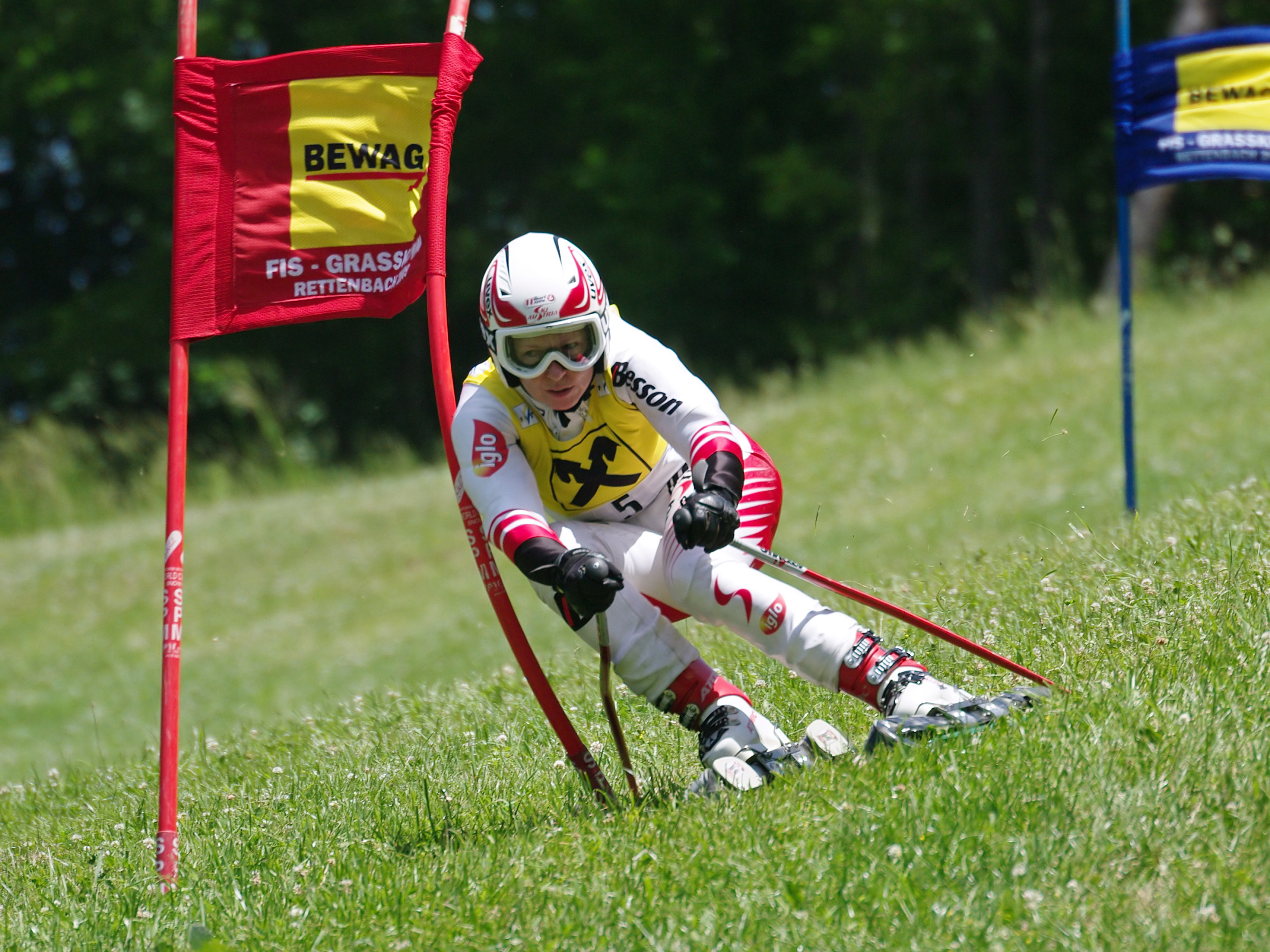
Ingrid Hirschhofer gewann alle vier Staatsmeistertitel der Damen

Die Österreichischen Meisterschaften im Grasskilauf 2010 fanden am 12. und 13. Juni in Rettenbach im Burgenland im Rahmen internationaler FIS-Rennen statt. Ausgetragen wurden ein Riesenslalom, ein Super-G, ein Slalom und eine Kombination, die sich aus den Ergebnissen des ersten Slalomdurchganges und des Super-Gs zusammensetzt. Neben den Österreichischen Staatsmeistern in der Allgemeinen Klasse (Jahrgang 1995 und älter) wurden auch die Österreichischen Juniorenmeister (Jahrgang 1990 bis 1995) ermittelt. An den Österreichischen Meisterschaften nahmen in der Allgemeinen Klasse neun Herren und vier Damen teil, von denen fünf Herren und drei Damen auch in der Juniorenklasse starteten. An den FIS-Rennen nahmen insgesamt 15 Damen und 33 Herren teil.
Österreichische Staatsmeisterin in allen vier Disziplinen wurde die Grande Dame des Grasskisports, Ingrid Hirschhofer, die damit ihre Zahl an nationalen Titeln auf insgesamt 90 erhöhte. Österreichischer Staatsmeister in den Disziplinen Slalom, Riesenslalom und Kombination wurde Michael Stocker, der die letzten fünf Jahre alle vier Wettbewerbe gewonnen hatte. Der Staatsmeistertitel im Super-G ging an Marcus Peschek. Österreichische Juniorenmeisterin im Slalom und im Riesenslalom wurde die erst 14-jährige Daniela Krückel, während im Super-G und in der Kombination die 19-jährige Jacqueline Gerlach siegte. Österreichischer Juniorenmeister im Slalom und im Super-G wurde der 15-jährige Hannes Angerer, in den Disziplinen Riesenslalom und Kombination siegte der 19-jährige Daniel Gschwandtner.

## Übersicht der Österreichischen Staats- und Juniorenmeister im Grasskilauf 2010
|                                        | Slalom             | Riesenslalom        | Super-G            | Kombination         |
| -------------------------------------- | ------------------ | ------------------- | ------------------ | ------------------- |
| Österreichischer Staatsmeister 2010    | Michael Stocker    | Michael Stocker     | Marcus Peschek     | Michael Stocker     |
| Österreichische Staatsmeisterin 2010   | Ingrid Hirschhofer | Ingrid Hirschhofer  | Ingrid Hirschhofer | Ingrid Hirschhofer  |
| Österreichischer Juniorenmeister 2010  | Hannes Angerer     | Daniel Gschwandtner | Hannes Angerer     | Daniel Gschwandtner |
| Österreichische Juniorenmeisterin 2010 | Daniela Krückel    | Daniela Krückel     | Jacqueline Gerlach | Jacqueline Gerlach  |

## Rennmodus und Streckendaten
Die Österreichischen Staats- und Juniorenmeisterschaften wurden im Rahmen international besetzter FIS-Rennen ausgetragen, das heißt, die Platzierung der österreichischen Läufer in diesen FIS-Rennen wurde zur Reihung in den Meisterschaftswertungen herangezogen. Die Kombinationswertung wurde nur für die Österreichischen Meisterschaften erstellt, und nicht als FIS-Wettkampf gewertet. Neben den Österreichern nahmen Athleten aus Deutschland, Italien, Japan, Schweiz, der Slowakei und Tschechien an den FIS-Rennen teil.
Alle Wettbewerbe wurden auf der Grasskipiste Rettenbachschale (Koordinaten: 47° 24′ 36″ Nord, 16° 14′ 34″ Ost) des Schizentrums Rettenbach ausgetragen. Die Piste weist ein durchschnittliches Gefälle von 23,2 % auf, das minimale Gefälle beträgt 12,5 % und das Maximalgefälle im oberen Startbereich 31,4 %. Wie im Grasskisport üblich, fuhren Damen und Herren hintereinander denselben Kurs. Rennleiterin aller Wettbewerbe war die Österreicherin Gabriele Horvath, Technischer Delegierter der FIS der Tscheche Jiří Černý.
| \| \| Riesenslalom \| Super-G \| Slalom \| \| -------------------------------- \| ------------------- \| --------------------- \| --------------------- \| \| Datum \| 12. Juni \| 12. Juni \| 13. Juni \| \| Startzeit 1. Lauf \| 10:00 Uhr \| 16:30 Uhr \| 10:15 Uhr \| \| Startzeit 2. Lauf \| 13:00 Uhr \| – \| 13:30 Uhr \| \| Seehöhe Start \| 577 m \| 590 m \| 547 m \| \| Seehöhe Ziel \| 463 m \| 463 m \| 463 m \| \| Höhendifferenz \| 114 m \| 127 m \| 084 m \| \| Streckenlänge \| 488 m \| 537 m \| 370 m \| \| Kurssetzer 1. Lauf \| Daniel Mačát (CZE) \| Clemens Caderas (SUI) \| Roberto Parisi (ITA) \| \| Kurssetzer 2. Lauf \| Erich Horvath (AUT) \| – \| Clemens Caderas (SUI) \| \| Tore/Richtungsänderungen 1. Lauf \| 22/20 \| 18/13 \| 28/27 \| \| Tore/Richtungsänderungen 2. Lauf \| 21/20 \| – \| 30/29 \| \| Wetter \| sonnig \| sonnig \| sonnig \| \| Temperatur \| 31 °C \| 35 °C \| 30 °C \| |                     |                       |                       |
| | Riesenslalom        | Super-G               | Slalom                |
| Datum | 12. Juni            | 12. Juni              | 13. Juni              |
| Startzeit 1. Lauf | 10:00 Uhr           | 16:30 Uhr             | 10:15 Uhr             |
| Startzeit 2. Lauf | 13:00 Uhr           | –                     | 13:30 Uhr             |
| Seehöhe Start | 577 m               | 590 m                 | 547 m                 |
| Seehöhe Ziel | 463 m               | 463 m                 | 463 m                 |
| Höhendifferenz | 114 m               | 127 m                 | 084 m                 |
| Streckenlänge | 488 m               | 537 m                 | 370 m                 |
| Kurssetzer 1. Lauf | Daniel Mačát (CZE)  | Clemens Caderas (SUI) | Roberto Parisi (ITA)  |
| Kurssetzer 2. Lauf | Erich Horvath (AUT) | –                     | Clemens Caderas (SUI) |
| Tore/Richtungsänderungen 1. Lauf | 22/20               | 18/13                 | 28/27                 |
| Tore/Richtungsänderungen 2. Lauf | 21/20               | –                     | 30/29                 |
| Wetter | sonnig              | sonnig                | sonnig                |
| Temperatur | 31 °C               | 35 °C                 | 30 °C                 |

## Ergebnisse Herren Allgemeine Klasse
Jeweils neun Österreicher starteten in der Allgemeinen Klasse.
(FIS = Platzierung im FIS-Rennen)

### Slalom
| \| Platz \| FIS \| Name \| Verein \| Jahrgang \| Zeit 1. \| Zeit 2. \| Gesamtzeit \| \| ----- \| --- \| ------------------- \| -------------------- \| -------- \| ------- \| ------- \| ----------- \| \| 1 \| 04 \| Michael Stocker \| SC Neudörfl \| 1983 \| 26,31 s \| 27,81 s \| 54,12 s \| \| 2 \| 13 \| Hannes Angerer \| Innsbrucker SV \| 1994 \| 27,91 s \| 29,33 s \| 57,24 s \| \| 3 \| 16 \| Roland Zorzi \| SC Elsbethen \| 1985 \| 28,55 s \| 29,70 s \| 58,25 s \| \| 4 \| 21 \| Daniel Gschwandtner \| SC Bad Tatzmannsdorf \| 1990 \| 27,42 s \| 38,10 s \| 1:05,52 min \| \| 5 \| 22 \| Andreas Guttmann \| SC Bad Tatzmannsdorf \| 1993 \| 28,71 s \| 43,25 s \| 1:11,96 min \| Ausgeschieden im 1. Durchgang: Philipp Gschwandtner Ausgeschieden im 2. Durchgang: Nico Balek, Christoph Schranz Disqualifiziert im 2. Durchgang: Marcus Peschek Michael Stocker eröffnete mit Startnummer 21 das Rennen. Seine Zeit von 26,31 Sekunden blieb im ersten Durchgang die beste eines Österreichers und wurde im FIS-Rennen nur von dem Tschechen Jan Němec und dem aufgrund seiner fehlenden FIS-Punkte erst als Vorletzter gestarteten Italiener Fausto Cerentin unterboten. Als zweiter Österreicher ging Daniel Gschwandtner mit Startnummer 28 ins Rennen. Mit 27,42 Sekunden wurde er im ersten Lauf drittbester Österreicher hinter Stocker und Marcus Peschek, der mit Nummer 34 startete und im ersten Durchgang die fünftschnellste Zeit aller Läufer erzielte. Philipp Gschwandtner startete mit Nummer 36 und schied wie schon im Riesenslalom im ersten Durchgang aus. Die nächsten Österreicher, Nico Balek und Hannes Angerer, lagen am Ende des ersten Durchganges auf Platz 20 und 19, Roland Zorzi fuhr auf Rang 23 und Christoph Schranz auf Rang 26. Unmittelbar vor ihm reihte sich der als letzter Österreicher mit Nummer 48 gestartete Andreas Guttmann ein. Schranz startete somit als erster Österreicher im zweiten Durchgang, kam aber nicht ins Ziel. Guttmann konnte zwar das Rennen beenden, fiel aber im zweiten Durchgang weit zurück und wurde Letzter. Roland Zorzi konnte sich von Rang 23 auf Rang 16 verbessern und erzielte somit den dritten Platz in der Staatsmeisterschaft. Der nach dem ersten Lauf auf Rang 20 gelegene Nico Balek schied im zweiten Durchgang aus, während sich Hannes Angerer mit der zwölften Laufzeit im zweiten Durchgang von Rang 19 auf Platz 13 verbesserte und damit Vizestaatsmeister wurde. Daniel Gschwandtner hingegen fiel vom 15. Zwischenrang auf den 21. und vorletzten Platz zurück. Der nach dem ersten Durchgang als zweitbester Österreicher auf Platz fünf gelegene Marcus Peschek wurde im zweiten Lauf nach einem Torfehler disqualifiziert. Michael Stocker verlor im zweiten Durchgang seinen dritten Platz an Jan Gardavský, wurde Vierter im FIS-Rennen und damit zum sechsten Mal in Folge Österreichischer Staatsmeister im Slalom. Das FIS-Rennen gewann Jan Němec vor dem Halbzeitführenden Fausto Cerentin. |     |                     |                      |          |         |         |             |
| Platz | FIS | Name                | Verein               | Jahrgang | Zeit 1. | Zeit 2. | Gesamtzeit  |
| 1 | 04  | Michael Stocker     | SC Neudörfl          | 1983     | 26,31 s | 27,81 s | 54,12 s     |
| 2 | 13  | Hannes Angerer      | Innsbrucker SV       | 1994     | 27,91 s | 29,33 s | 57,24 s     |
| 3 | 16  | Roland Zorzi        | SC Elsbethen         | 1985     | 28,55 s | 29,70 s | 58,25 s     |
| 4 | 21  | Daniel Gschwandtner | SC Bad Tatzmannsdorf | 1990     | 27,42 s | 38,10 s | 1:05,52 min |
| 5 | 22  | Andreas Guttmann    | SC Bad Tatzmannsdorf | 1993     | 28,71 s | 43,25 s | 1:11,96 min |

### Riesenslalom
| \| Platz \| FIS \| Name \| Verein \| Jahrgang \| Zeit 1. \| Zeit 2. \| Gesamtzeit \| \| ----- \| --- \| ------------------- \| -------------------- \| -------- \| ------- \| ------- \| ----------- \| \| 1 \| 02 \| Michael Stocker \| SC Neudörfl \| 1983 \| 30,93 s \| 30,87 s \| 1:01,80 min \| \| 2 \| 04 \| Marcus Peschek \| BBSV Wien \| 1967 \| 31,24 s \| 30,93 s \| 1:02,17 min \| \| 3 \| 12 \| Daniel Gschwandtner \| SC Bad Tatzmannsdorf \| 1990 \| 32,07 s \| 32,14 s \| 1:04,21 min \| \| 4 \| 17 \| Christoph Schranz \| USV Krispl-Gaißau \| 1993 \| 32,83 s \| 32,52 s \| 1:05,35 min \| \| 4 \| 17 \| Roland Zorzi \| SC Elsbethen \| 1985 \| 32,50 s \| 32,85 s \| 1:05,35 min \| \| 6 \| 19 \| Andreas Guttmann \| SC Bad Tatzmannsdorf \| 1993 \| 32,71 s \| 32,82 s \| 1:05,53 min \| \| 7 \| 20 \| Hannes Angerer \| Innsbrucker SV \| 1994 \| 33,08 s \| 32,84 s \| 1:05,92 min \| \| 8 \| 27 \| Nico Balek \| WSV Traisen \| 1992 \| 41,19 s \| 33,37 s \| 1:14,56 min \| Ausgeschieden im 1. Durchgang: Philipp Gschwandtner Als erster der neun Österreicher ging Michael Stocker mit Startnummer 26 – also als sechster Starter – in den ersten Lauf. Er setzte sich hinter Jan Němec und Martin Štěpánek an die vorläufig dritte Position und blieb während des ersten Durchganges bester Österreicher. Mit Startnummer 29 trat der Routinier Marcus Peschek an, der sich zunächst hinter Stocker an vierter Position einreihte. Mit den Nummern 32 und 37 starteten die Brüder Philipp und Daniel Gschwandtner. Während Philipp Gschwandtner nicht ins Ziel kam, erzielte Daniel Gschwandtner die drittbeste Zeit der Österreicher. Nico Balek – er ging mit Startnummer 39 ins Rennen – verlor nach einem Fehler viele Sekunden und belegte dadurch nur den letzten Platz im ersten Durchgang. Die weiteren Österreicher, Roland Zorzi (Startnummer 43), Andreas Guttmann (44), Christoph Schranz (47) und Hannes Angerer (48) erreichten im ersten Durchgang die Plätze 18, 20, 21 und 23. Den zweiten Durchgang eröffnete Nico Balek, der diesmal zwar ohne größeren Fehler blieb, aber dennoch nicht mehr vom letzten Platz weg kam. Als nächste Österreicher folgten Angerer, Schranz, Guttmann und Zorzi, die im Endklassement des FIS-Rennens hintereinander die Plätze 17 bis 20 und damit in der Staatsmeisterschaft die Ränge vier bis sieben belegten. Der nach dem ersten Durchgang als drittbester Österreicher auf Rang 15 gelegene Daniel Gschwandtner übernahm nach seinem zweiten Lauf kurzzeitig die Zwischenführung, wurde aber gleich vom nach ihm startenden Tschechen Jan Gardavský auf Platz zwei verdrängt. Im Endklassement blieb Gschwandtner als Zwölfter drittbester Österreicher. Um den Staatsmeistertitel kämpften Marcus Peschek, der zwischen 1987 und 2004 bereits neunmal Staatsmeister im Riesenslalom war, und Michael Stocker, der in den letzten fünf Jahren den Titel gewonnen hatte. Peschek lag nach dem ersten Durchgang auf Platz acht im FIS-Rennen und übernahm mit der Gesamtzeit von 1:02,17 Minuten die Zwischenführung, bis ihn der Tscheche Daniel Mrna, der sein erstes internationales Rennen seit sechs Jahren bestritt und Sechster im ersten Durchgang war, überholte. Nach ihm startete Michael Stocker, der mit 24 Hundertstelsekunden Vorsprung auf Mrna die Führung im FIS-Rennen übernahm und sich damit zum sechsten Mal in Folge den Staatsmeistertitel im Riesenslalom sicherte. Nachdem der Halbzeitführende Jan Němec einen Ski verlor und ausfiel und der zweitplatzierte Martin Štěpánek auf Rang fünf zurückfiel, gewann der Dritte nach dem ersten Durchgang, der Italiener Edoardo Frau, das FIS-Rennen vor Stocker. |     |                     |                      |          |         |         |             |
| Platz | FIS | Name                | Verein               | Jahrgang | Zeit 1. | Zeit 2. | Gesamtzeit  |
| 1 | 02  | Michael Stocker     | SC Neudörfl          | 1983     | 30,93 s | 30,87 s | 1:01,80 min |
| 2 | 04  | Marcus Peschek      | BBSV Wien            | 1967     | 31,24 s | 30,93 s | 1:02,17 min |
| 3 | 12  | Daniel Gschwandtner | SC Bad Tatzmannsdorf | 1990     | 32,07 s | 32,14 s | 1:04,21 min |
| 4 | 17  | Christoph Schranz   | USV Krispl-Gaißau    | 1993     | 32,83 s | 32,52 s | 1:05,35 min |
| 4 | 17  | Roland Zorzi        | SC Elsbethen         | 1985     | 32,50 s | 32,85 s | 1:05,35 min |
| 6 | 19  | Andreas Guttmann    | SC Bad Tatzmannsdorf | 1993     | 32,71 s | 32,82 s | 1:05,53 min |
| 7 | 20  | Hannes Angerer      | Innsbrucker SV       | 1994     | 33,08 s | 32,84 s | 1:05,92 min |
| 8 | 27  | Nico Balek          | WSV Traisen          | 1992     | 41,19 s | 33,37 s | 1:14,56 min |

### Super-G
| \| Platz \| FIS \| Name \| Verein \| Jahrgang \| Zeit \| \| ----- \| --- \| -------------------- \| -------------------- \| -------- \| ------- \| \| 1 \| 02 \| Marcus Peschek \| BBSV Wien \| 1967 \| 32,58 s \| \| 2 \| 03 \| Michael Stocker \| SC Neudörfl \| 1983 \| 32,68 s \| \| 3 \| 10 \| Philipp Gschwandtner \| SC Bad Tatzmannsdorf \| 1989 \| 33,12 s \| \| 4 \| 15 \| Hannes Angerer \| Innsbrucker SV \| 1994 \| 34,02 s \| \| 5 \| 18 \| Daniel Gschwandtner \| SC Bad Tatzmannsdorf \| 1990 \| 34,28 s \| \| 6 \| 20 \| Nico Balek \| WSV Traisen \| 1992 \| 34,52 s \| \| 7 \| 21 \| Roland Zorzi \| SC Elsbethen \| 1985 \| 34,72 s \| Ausgeschieden: Christoph Schranz, Andreas Guttmann Philipp Gschwandtner eröffnete mit Startnummer 21 als erster Starter das Rennen. Während die nächsten drei Läufer hinter ihm blieben, erzielte der als Fünfter gestartete Tscheche Jan Němec mit 31,97 Sekunden eine neue Bestzeit, an die niemand mehr herankam. Gschwandtners Zeit reichte schließlich für den zehnten Platz im FIS-Rennen und Rang drei in der Staatsmeisterschaft. Nach Němec gingen die Österreicher Michael Stocker und Marcus Peschek ins Rennen. Stocker platzierte sich mit 71 Hundertstelsekunden Rückstand auf Němec an zweiter Stelle, wurde anschließend aber von Peschek um eine Zehntelsekunde geschlagen. Peschek wurde damit Zweiter im FIS-Rennen, gewann seinen insgesamt 30. Staatsmeistertitel und seinen ersten seit 2004. Stocker, der die letzten fünf Jahre Staatsmeister im Super-G war, wurde Dritter im FIS-Rennen und somit Vizestaatsmeister. Die weiteren Österreicher hatten mit der Entscheidung nichts mehr zu tun. Daniel Gschwandtner (Startnummer 34) wurde 18., Nico Balek (Nr. 36) wurde 20., Hannes Angerer (Nr. 43) wurde als jüngster Österreicher 15. im FIS-Rennen und Roland Zorzi (Nr. 45) wurde 21. Nicht ins Ziel kamen Christoph Schranz (Startnummer 39) und Andreas Guttmann (Startnummer 41). |     |                      |                      |          |         |
| Platz | FIS | Name                 | Verein               | Jahrgang | Zeit    |
| 1 | 02  | Marcus Peschek       | BBSV Wien            | 1967     | 32,58 s |
| 2 | 03  | Michael Stocker      | SC Neudörfl          | 1983     | 32,68 s |
| 3 | 10  | Philipp Gschwandtner | SC Bad Tatzmannsdorf | 1989     | 33,12 s |
| 4 | 15  | Hannes Angerer       | Innsbrucker SV       | 1994     | 34,02 s |
| 5 | 18  | Daniel Gschwandtner  | SC Bad Tatzmannsdorf | 1990     | 34,28 s |
| 6 | 20  | Nico Balek           | WSV Traisen          | 1992     | 34,52 s |
| 7 | 21  | Roland Zorzi         | SC Elsbethen         | 1985     | 34,72 s |

### Kombination
| \| Platz \| Name \| Verein \| Jahrgang \| Zeit SG \| Zeit SL 1. \| Gesamtzeit \| \| ----- \| ------------------- \| -------------------- \| -------- \| ------- \| ---------- \| ----------- \| \| 1 \| Michael Stocker \| SC Neudörfl \| 1983 \| 32,68 s \| 26,31 s \| 58,99 s \| \| 2 \| Marcus Peschek \| BBSV Wien \| 1967 \| 32,58 s \| 26,44 s \| 59,02 s \| \| 3 \| Daniel Gschwandtner \| SC Bad Tatzmannsdorf \| 1990 \| 34,28 s \| 27,42 s \| 1:01,70 min \| \| 4 \| Hannes Angerer \| Innsbrucker SV \| 1994 \| 34,02 s \| 27,91 s \| 1:01,93 min \| \| 5 \| Nico Balek \| WSV Traisen \| 1992 \| 34,52 s \| 28,00 s \| 1:02,52 min \| \| 6 \| Roland Zorzi \| SC Elsbethen \| 1985 \| 34,72 s \| 28,55 s \| 1:03,27 min \| Die Kombinationswertung wurde aus den Zeiten des Super-Gs und des ersten Slalomdurchganges berechnet. |                     |                      |          |         |            |             |
| Platz | Name                | Verein               | Jahrgang | Zeit SG | Zeit SL 1. | Gesamtzeit  |
| 1 | Michael Stocker     | SC Neudörfl          | 1983     | 32,68 s | 26,31 s    | 58,99 s     |
| 2 | Marcus Peschek      | BBSV Wien            | 1967     | 32,58 s | 26,44 s    | 59,02 s     |
| 3 | Daniel Gschwandtner | SC Bad Tatzmannsdorf | 1990     | 34,28 s | 27,42 s    | 1:01,70 min |
| 4 | Hannes Angerer      | Innsbrucker SV       | 1994     | 34,02 s | 27,91 s    | 1:01,93 min |
| 5 | Nico Balek          | WSV Traisen          | 1992     | 34,52 s | 28,00 s    | 1:02,52 min |
| 6 | Roland Zorzi        | SC Elsbethen         | 1985     | 34,72 s | 28,55 s    | 1:03,27 min |

## Ergebnisse Damen Allgemeine Klasse
Jeweils vier Österreicherinnen starteten in der Allgemeinen Klasse.

### Slalom
| \| Platz \| FIS \| Name \| Verein \| Jahrgang \| Zeit 1. \| Zeit 2. \| Gesamtzeit \| \| ----- \| --- \| ------------------ \| -------------------- \| -------- \| ------- \| ------- \| ----------- \| \| 1 \| 1 \| Ingrid Hirschhofer \| ASKÖ Hainfeld \| 1963 \| 29,81 s \| 30,83 s \| 1:00,64 min \| \| 2 \| 8 \| Daniela Krückel \| BSV Voith St. Pölten \| 1995 \| 34,11 s \| 47,76 s \| 1:21,87 min \| \| 3 \| 9 \| Nicole Gerlach \| USC Faistenau \| 1994 \| 32,44 s \| 53,70 s \| 1:26,14 min \| Ausgeschieden im 2. Durchgang: Jacqueline Gerlach Als erste der vier Österreicherinnen ging mit Startnummer 3 Jacqueline Gerlach – die Österreichische Slalom-Staatsmeisterin der letzten beiden Jahre – in den ersten Durchgang und übernahm mit der Zeit von 29,81 Sekunden die Zwischenführung. Nach ihr startete Nicole Gerlach, die jedoch über 2,5 Sekunden zurückblieb. Mit Startnummer sechs ging Ingrid Hirschhofer in den ersten Lauf. Sie erzielte dieselbe Zeit wie Jacqueline Gerlach und übernahm mit ihr kurzzeitig die Führung, doch beide wurden noch von der als nächste startenden Japanerin Yukiyo Shintani geschlagen. Daniela Krückel erzielte mit Startnummer 13 die elfte Zeit im ersten Durchgang. Sie ging damit als erste der Österreicherinnen im zweiten Lauf an den Start, verlor zwar nach einem Fehler viel Zeit, konnte aber Nicole Gerlach überholen, die nach einem schweren Fehler noch mehr Zeit einbüßte. Die ex-aequo mit Ingrid Hirschhofer zur Halbzeit auf Platz zwei gelegene Jacqueline Gerlach schied nach einem Sturz im unteren Streckenabschnitt aus, doch die nach ihr startende Ingrid Hirschhofer kam fehlerfrei ins Ziel und übernahm die Führung. Nachdem auch die Halbzeitführende Shintani stürzte und ausfiel, gewann Hirschhofer sowohl das FIS-Rennen als auch die Staatsmeisterschaft. |     |                    |                      |          |         |         |             |
| Platz | FIS | Name               | Verein               | Jahrgang | Zeit 1. | Zeit 2. | Gesamtzeit  |
| 1 | 1   | Ingrid Hirschhofer | ASKÖ Hainfeld        | 1963     | 29,81 s | 30,83 s | 1:00,64 min |
| 2 | 8   | Daniela Krückel    | BSV Voith St. Pölten | 1995     | 34,11 s | 47,76 s | 1:21,87 min |
| 3 | 9   | Nicole Gerlach     | USC Faistenau        | 1994     | 32,44 s | 53,70 s | 1:26,14 min |

### Riesenslalom
| \| Platz \| FIS \| Name \| Verein \| Jahrgang \| Zeit 1. \| Zeit 2. \| Gesamtzeit \| \| ----- \| --- \| ------------------ \| -------------------- \| -------- \| ------- \| ------- \| ----------- \| \| 1 \| 3 \| Ingrid Hirschhofer \| ASKÖ Hainfeld \| 1963 \| 33,05 s \| 32,81 s \| 1:05,86 min \| \| 2 \| 9 \| Daniela Krückel \| BSV Voith St. Pölten \| 1995 \| 36,17 s \| 35,31 s \| 1:11,48 min \| Ausgeschieden im 1. Durchgang: Jacqueline Gerlach, Nicole Gerlach Jacqueline Gerlach, die mit Startnummer 1 das Rennen eröffnete, schied ebenso wie ihre Schwester Nicole Gerlach (Startnummer 9) bereits im ersten Durchgang im unteren Teil der Strecke aus. Ingrid Hirschhofer war als Fünfte gestartet, übernahm mit ihrer Laufzeit von 33,05 Sekunden die Zwischenführung und belegte zur Halbzeit den dritten Platz im FIS-Rennen, hinter der Deutschen Anna-Lena Büdenbender und der Japanerin Yukiyo Shintani. Die junge Daniela Krückel erreichte mit Startnummer 12 den zehnten Zwischenrang. Dank des Ausfalls der Italienerin Antonella Manzoni verbesserte sich Krückel im zweiten Durchgang um einen Platz und wurde Neunte im FIS-Rennen, was den zweiten Platz in der Staatsmeisterschaft bedeutete. Ingrid Hirschhofer erzielte im zweiten Durchgang die zweitschnellste Laufzeit, beendete das FIS-Rennen schließlich fünf Hundertstelsekunden hinter Shintani und 1,17 Sekunden hinter Büdenbender auf Platz drei und wurde Österreichische Staatsmeisterin. |     |                    |                      |          |         |         |             |
| Platz | FIS | Name               | Verein               | Jahrgang | Zeit 1. | Zeit 2. | Gesamtzeit  |
| 1 | 3   | Ingrid Hirschhofer | ASKÖ Hainfeld        | 1963     | 33,05 s | 32,81 s | 1:05,86 min |
| 2 | 9   | Daniela Krückel    | BSV Voith St. Pölten | 1995     | 36,17 s | 35,31 s | 1:11,48 min |

### Super-G
| \| Platz \| FIS \| Name \| Verein \| Jahrgang \| Zeit \| \| ----- \| --- \| ------------------ \| -------------------- \| -------- \| ------- \| \| 1 \| 02 \| Ingrid Hirschhofer \| ASKÖ Hainfeld \| 1963 \| 35,06 s \| \| 2 \| 04 \| Jacqueline Gerlach \| USC Faistenau \| 1991 \| 35,97 s \| \| 3 \| 08 \| Nicole Gerlach \| USC Faistenau \| 1994 \| 37,06 s \| \| 4 \| 13 \| Daniela Krückel \| BSV Voith St. Pölten \| 1995 \| 39,90 s \| Als erste Österreicherin ging mit Startnummer 2 Nicole Gerlach ins Rennen, die nach dem Ausfall der vor ihr gestarteten Antonella Manzoni als erste ins Ziel kam, aber schon von der nächsten Starterin, der Tschechin Eva Fabiánová, überholt wurde. Als Vierte startete Jacqueline Gerlach, die neun Hundertstelsekunden schneller als Fabiánová war und die Zwischenführung übernahm. Nach ihr ging Ingrid Hirschhofer ins Rennen, die die Zeit von Jacqueline Gerlach um über neun Zehntelsekunden verbesserte und nur noch von der Japanerin Yukiyo Shintani überholt wurde. Der zweite Platz im FIS-Rennen brachte Hirschhofer den Staatsmeistertitel im Super-G. Als letzte der vier Österreicherinnen ging Daniela Krückel mit Startnummer 12 ins Rennen. Sie erzielte mit ihrer Zeit von 39,90 Sekunden den 13. und zugleich vorletzten Platz. |     |                    |                      |          |         |
| Platz | FIS | Name               | Verein               | Jahrgang | Zeit    |
| 1 | 02  | Ingrid Hirschhofer | ASKÖ Hainfeld        | 1963     | 35,06 s |
| 2 | 04  | Jacqueline Gerlach | USC Faistenau        | 1991     | 35,97 s |
| 3 | 08  | Nicole Gerlach     | USC Faistenau        | 1994     | 37,06 s |
| 4 | 13  | Daniela Krückel    | BSV Voith St. Pölten | 1995     | 39,90 s |

### Kombination
| \| Platz \| Name \| Verein \| Jahrgang \| Zeit SG \| Zeit SL 1. \| Gesamtzeit \| \| ----- \| ------------------ \| -------------------- \| -------- \| ------- \| ---------- \| ----------- \| \| 1 \| Ingrid Hirschhofer \| ASKÖ Hainfeld \| 1963 \| 35,06 s \| 29,81 s \| 1:04,87 min \| \| 2 \| Jacqueline Gerlach \| USC Faistenau \| 1991 \| 35,97 s \| 29,81 s \| 1:05,78 min \| \| 3 \| Nicole Gerlach \| USC Faistenau \| 1994 \| 37,06 s \| 32,44 s \| 1:09,50 min \| \| 4 \| Daniela Krückel \| BSV Voith St. Pölten \| 1995 \| 39,90 s \| 34,11 s \| 1:14,01 min \| Die Kombinationswertung wurde aus den Zeiten des Super-Gs und des ersten Slalomdurchganges berechnet. |                    |                      |          |         |            |             |
| Platz | Name               | Verein               | Jahrgang | Zeit SG | Zeit SL 1. | Gesamtzeit  |
| 1 | Ingrid Hirschhofer | ASKÖ Hainfeld        | 1963     | 35,06 s | 29,81 s    | 1:04,87 min |
| 2 | Jacqueline Gerlach | USC Faistenau        | 1991     | 35,97 s | 29,81 s    | 1:05,78 min |
| 3 | Nicole Gerlach     | USC Faistenau        | 1994     | 37,06 s | 32,44 s    | 1:09,50 min |
| 4 | Daniela Krückel    | BSV Voith St. Pölten | 1995     | 39,90 s | 34,11 s    | 1:14,01 min |

## Ergebnisse Junioren
Jeweils fünf Österreicher starteten in der Juniorenklasse.

### Slalom
| \| Platz \| FIS \| Name \| Verein \| Jahrgang \| Zeit 1. \| Zeit 2. \| Gesamtzeit \| \| ----- \| --- \| ------------------- \| -------------------- \| -------- \| ------- \| ------- \| ----------- \| \| 1 \| 13 \| Hannes Angerer \| Innsbrucker SV \| 1994 \| 27,91 s \| 29,33 s \| 57,24 s \| \| 2 \| 21 \| Daniel Gschwandtner \| SC Bad Tatzmannsdorf \| 1990 \| 27,42 s \| 38,10 s \| 1:05,52 min \| \| 3 \| 22 \| Andreas Guttmann \| SC Bad Tatzmannsdorf \| 1993 \| 28,71 s \| 43,25 s \| 1:11,96 min \| Ausgeschieden im 2. Durchgang: Nico Balek, Christoph Schranz Der 15-jährige Hannes Angerer wurde als jüngster Teilnehmer Österreichischer Juniorenmeister im Slalom. Hinter ihm platzierten sich Daniel Gschwandtner (19 Jahre) und Andreas Guttmann (16 Jahre). Nicht ins Ziel kamen Nico Balek und Christoph Schranz. |     |                     |                      |          |         |         |             |
| Platz | FIS | Name                | Verein               | Jahrgang | Zeit 1. | Zeit 2. | Gesamtzeit  |
| 1 | 13  | Hannes Angerer      | Innsbrucker SV       | 1994     | 27,91 s | 29,33 s | 57,24 s     |
| 2 | 21  | Daniel Gschwandtner | SC Bad Tatzmannsdorf | 1990     | 27,42 s | 38,10 s | 1:05,52 min |
| 3 | 22  | Andreas Guttmann    | SC Bad Tatzmannsdorf | 1993     | 28,71 s | 43,25 s | 1:11,96 min |

### Riesenslalom
| \| Platz \| FIS \| Name \| Verein \| Jahrgang \| Zeit 1. \| Zeit 2. \| Gesamtzeit \| \| ----- \| --- \| ------------------- \| -------------------- \| -------- \| ------- \| ------- \| ----------- \| \| 1 \| 12 \| Daniel Gschwandtner \| SC Bad Tatzmannsdorf \| 1990 \| 32,07 s \| 32,14 s \| 1:04,21 min \| \| 2 \| 17 \| Christoph Schranz \| USV Krispl-Gaißau \| 1993 \| 32,83 s \| 32,52 s \| 1:05,35 min \| \| 3 \| 19 \| Andreas Guttmann \| SC Bad Tatzmannsdorf \| 1993 \| 32,71 s \| 32,82 s \| 1:05,53 min \| \| 4 \| 20 \| Hannes Angerer \| Innsbrucker SV \| 1994 \| 33,08 s \| 32,84 s \| 1:05,92 min \| \| 5 \| 27 \| Nico Balek \| WSV Traisen \| 1992 \| 41,19 s \| 33,37 s \| 1:14,56 min \| Bester Österreicher in der Juniorenklasse wurde der 19-jährige Daniel Gschwandtner, der mit einem Vorsprung von 1,14 Sekunden auf den 17-jährigen Christoph Schranz gewann. Dritter wurde der 16-jährige Andreas Guttmann und Vierter der 15-jährige Hannes Angerer. Nico Balek kam nach einem Fehler im ersten Lauf nur als Letzter ins Ziel. |     |                     |                      |          |         |         |             |
| Platz | FIS | Name                | Verein               | Jahrgang | Zeit 1. | Zeit 2. | Gesamtzeit  |
| 1 | 12  | Daniel Gschwandtner | SC Bad Tatzmannsdorf | 1990     | 32,07 s | 32,14 s | 1:04,21 min |
| 2 | 17  | Christoph Schranz   | USV Krispl-Gaißau    | 1993     | 32,83 s | 32,52 s | 1:05,35 min |
| 3 | 19  | Andreas Guttmann    | SC Bad Tatzmannsdorf | 1993     | 32,71 s | 32,82 s | 1:05,53 min |
| 4 | 20  | Hannes Angerer      | Innsbrucker SV       | 1994     | 33,08 s | 32,84 s | 1:05,92 min |
| 5 | 27  | Nico Balek          | WSV Traisen          | 1992     | 41,19 s | 33,37 s | 1:14,56 min |

### Super-G
| \| Platz \| FIS \| Name \| Verein \| Jahrgang \| Zeit \| \| ----- \| --- \| ------------------- \| -------------------- \| -------- \| ------- \| \| 1 \| 15 \| Hannes Angerer \| Innsbrucker SV \| 1994 \| 34,02 s \| \| 2 \| 18 \| Daniel Gschwandtner \| SC Bad Tatzmannsdorf \| 1990 \| 34,28 s \| \| 3 \| 20 \| Nico Balek \| WSV Traisen \| 1992 \| 34,52 s \| Ausgeschieden: Christoph Schranz, Andreas Guttmann Österreichischer Juniorenmeister im Super-G wurde der jüngste Teilnehmer, der 15-jährige Hannes Angerer aus Tirol. Platz zwei belegte der 19-jährige Daniel Gschwandtner und Rang drei der 17-jährige Nico Balek. Nichts ins Ziel kamen Christoph Schranz und Andreas Guttmann. |     |                     |                      |          |         |
| Platz | FIS | Name                | Verein               | Jahrgang | Zeit    |
| 1 | 15  | Hannes Angerer      | Innsbrucker SV       | 1994     | 34,02 s |
| 2 | 18  | Daniel Gschwandtner | SC Bad Tatzmannsdorf | 1990     | 34,28 s |
| 3 | 20  | Nico Balek          | WSV Traisen          | 1992     | 34,52 s |

### Kombination
| \| Platz \| Name \| Verein \| Jahrgang \| Zeit SG \| Zeit SL 1. \| Gesamtzeit \| \| ----- \| ------------------- \| -------------------- \| -------- \| ------- \| ---------- \| ----------- \| \| 1 \| Daniel Gschwandtner \| SC Bad Tatzmannsdorf \| 1990 \| 34,28 s \| 27,42 s \| 1:01,70 min \| \| 2 \| Hannes Angerer \| Innsbrucker SV \| 1994 \| 34,02 s \| 27,91 s \| 1:01,93 min \| \| 3 \| Nico Balek \| WSV Traisen \| 1992 \| 34,52 s \| 28,00 s \| 1:02,52 min \| Die Kombinationswertung wurde aus den Zeiten des Super-Gs und des ersten Slalomdurchganges berechnet. |                     |                      |          |         |            |             |
| Platz | Name                | Verein               | Jahrgang | Zeit SG | Zeit SL 1. | Gesamtzeit  |
| 1 | Daniel Gschwandtner | SC Bad Tatzmannsdorf | 1990     | 34,28 s | 27,42 s    | 1:01,70 min |
| 2 | Hannes Angerer      | Innsbrucker SV       | 1994     | 34,02 s | 27,91 s    | 1:01,93 min |
| 3 | Nico Balek          | WSV Traisen          | 1992     | 34,52 s | 28,00 s    | 1:02,52 min |

## Ergebnisse Juniorinnen
Jeweils drei Österreicherinnen starteten in der Juniorenklasse.

### Slalom
| Platz | FIS | Name            | Verein               | Jahrgang | Zeit 1. | Zeit 2. | Gesamtzeit  |
| ----- | --- | --------------- | -------------------- | -------- | ------- | ------- | ----------- |
| 1     | 8   | Daniela Krückel | BSV Voith St. Pölten | 1995     | 34,11 s | 47,76 s | 1:21,87 min |
| 2     | 9   | Nicole Gerlach  | USC Faistenau        | 1994     | 32,44 s | 53,70 s | 1:26,14 min |

Ausgeschieden im 2. Durchgang: Jacqueline Gerlach
Jacqueline Gerlach war nach dem ersten Durchgang die schnellste Juniorin, kam aber im zweiten Lauf zu Sturz und fiel aus. Daniela Krückel und Nicole Gerlach blieben im zweiten Lauf ebenfalls nicht fehlerfrei, erreichten aber das Ziel. Krückel wurde Juniorenmeisterin, Gerlach Zweite.

### Riesenslalom
| Platz | FIS | Name            | Verein               | Jahrgang | Zeit 1. | Zeit 2. | Gesamtzeit  |
| ----- | --- | --------------- | -------------------- | -------- | ------- | ------- | ----------- |
| 1     | 9   | Daniela Krückel | BSV Voith St. Pölten | 1995     | 36,17 s | 35,31 s | 1:11,48 min |

Ausgeschieden im 1. Durchgang: Jacqueline Gerlach, Nicole Gerlach
Nachdem die Gerlach-Schwestern im ersten Durchgang im unteren Streckendrittel ausgefallen waren, kam nur Daniela Krückel ins Ziel und sicherte sich damit den österreichischen Juniorenmeistertitel.

### Super-G
| \| Platz \| FIS \| Name \| Verein \| Jahrgang \| Zeit \| \| ----- \| --- \| ------------------ \| -------------------- \| -------- \| ------- \| \| 1 \| 04 \| Jacqueline Gerlach \| USC Faistenau \| 1991 \| 35,97 s \| \| 2 \| 08 \| Nicole Gerlach \| USC Faistenau \| 1994 \| 37,06 s \| \| 3 \| 13 \| Daniela Krückel \| BSV Voith St. Pölten \| 1995 \| 39,90 s \| Als erste der drei Juniorinnen ging Nicole Gerlach mit Startnummer 2 ins Rennen. Ihre Zeit von 37,06 Sekunden wurde von Jacqueline Gerlach, die als Vierte startete, um fast 1,1 Sekunden unterboten, während Daniela Krückel – sie ging mit Startnummer 12 ins Rennen – mit einer Laufzeit von 39,90 Sekunden nicht an die Zeiten der Gerlach-Schwestern herankam. |     |                    |                      |          |         |
| Platz | FIS | Name               | Verein               | Jahrgang | Zeit    |
| 1 | 04  | Jacqueline Gerlach | USC Faistenau        | 1991     | 35,97 s |
| 2 | 08  | Nicole Gerlach     | USC Faistenau        | 1994     | 37,06 s |
| 3 | 13  | Daniela Krückel    | BSV Voith St. Pölten | 1995     | 39,90 s |

### Kombination
| \| Platz \| Name \| Verein \| Jahrgang \| Zeit SG \| Zeit SL 1. \| Gesamtzeit \| \| ----- \| ------------------ \| -------------------- \| -------- \| ------- \| ---------- \| ----------- \| \| 1 \| Jacqueline Gerlach \| USC Faistenau \| 1991 \| 35,97 s \| 29,81 s \| 1:05,78 min \| \| 2 \| Nicole Gerlach \| USC Faistenau \| 1994 \| 37,06 s \| 32,44 s \| 1:09,50 min \| \| 3 \| Daniela Krückel \| BSV Voith St. Pölten \| 1995 \| 39,90 s \| 34,11 s \| 1:14,01 min \| Die Kombinationswertung wurde aus den Zeiten des Super-Gs und des ersten Slalomdurchganges berechnet. |                    |                      |          |         |            |             |
| Platz | Name               | Verein               | Jahrgang | Zeit SG | Zeit SL 1. | Gesamtzeit  |
| 1 | Jacqueline Gerlach | USC Faistenau        | 1991     | 35,97 s | 29,81 s    | 1:05,78 min |
| 2 | Nicole Gerlach     | USC Faistenau        | 1994     | 37,06 s | 32,44 s    | 1:09,50 min |
| 3 | Daniela Krückel    | BSV Voith St. Pölten | 1995     | 39,90 s | 34,11 s    | 1:14,01 min |